# Cratere Kavtora
Kavtora  è un cratere sulla superficie di Venere.